# Мавем, Басса
Басса Мавем (фр. Bassa Mawem; род. 9 ноября 1984, Нумеа) — французский спортсмен, выступающий в спортивном скалолазании. Участник Олимпийских игр.
С 2011 года входит в состав сборной Франции в лазании на скорость.

## Биография
Басса Мавем родился 9 ноября 1984 года. Он открыл для себя скалолазание в 15 лет, во время обучения в колледже. Шесть месяцев спустя он записался в клуб, и именно там он сильнее увлёкся видом спорта . У него есть брат Микаэль, который также стал заниматься скалолазанием благодаря брату и они всегда поддерживают друг друга.
Родом из Гвианы, он живет в Нумеа в Новой Каледонии с 2017 года. Там он занимает должность технического директора лиги скалолазания.

## Карьера
Сначала занятия скалолазанием давались с трудом, он проходил маршруты рейтинга 8b+. Позже он занялся боулдерингом. Наконец, он открыл для себя третью основную дисциплину — лазание на скорость.
Он вошёл в французскую сборную по скоростному скалолазанию в 2011 году, завоевал титул чемпиона Франции в 2013 году и побил французский рекорд.
В 2014 году он приостановил свою профессиональную карьеру.
В 2016 году он принял участие в первом сезоне Ninja Warrior: The Heroes 'Course вместе со своим братом Микаэлем Мавемом, который также занимается скалолазанием. В финале он финишировал седьмым .
В 2019 году он прошёл квалификацию на летние Олимпийские игры 2020 года, перенесенные на лето 2021 года. На этих Играх спортивное скалолазание дебютировало в олимпийской программе. Также квоту от Франции получил его брат Микаэль.
На Олимпийских играх 2020 года в Токио Басса Мавем выиграл соревнования в квалификации в лазании на скорость, установив олимпийский рекорд 5,45 с. В боулдеринге он сумел преодолеть только одну зону на четырёх трассах и занял 18-е место, а также стал последним в лазании на трудность, но благодаря победе в первой дисциплине вышел в финал с седьмым результатом. Несмотря на это, он снялся с финала из-за травмы левой руки, полученной во время квалификации.